# Jan Reijnen
Johannes Andreas Maria (Jan) Reijnen (Kaatsheuvel, 3 februari 1927 – Wassenaar, 7 april 2020) was een Nederlands politicus en bestuurder. Hij was Eerste Kamerlid en burgemeester van de gemeenten Wervershoof, Oldenzaal en Heerlen.

## Loopbaan
Al jong was Reijnen actief binnen de KVP en op 37-jarige leeftijd werd hij benoemd tot burgemeester van de West-Friese gemeente Wervershoof. Hij speelde als burgemeester van Oldenzaal een aantal jaar een belangrijke rol in de Europese gemeentenbeweging. Naast het burgemeesterschap werd hij in 1972 lid van de Eerste Kamer der Staten-Generaal. Hij was in de Eerste Kamer de woordvoerder over binnenlandse zaken en woningbouwbeleid.
Reijnen was tien jaar burgemeester van Heerlen, maar nam ontslag na zijn benoeming tot voorzitter van de Raad van Toezicht op het ABP. Hier werd hij later bestuursvoorzitter. Vanaf december 2010 was Reijnen werkzaam als lid van de Adviescommissie Verloftoetsing tbs.

## Privéleven
Reijnen was getrouwd en had twee kinderen. Hij werd in 1993 benoemd tot Ridder in de Orde van de Nederlandse Leeuw en hij woonde in Vught en Wassenaar. Hij overleed in 2020 op 93-jarige leeftijd.